# Напад на посольство США в Багдаді
33°17′56″ пн. ш. 44°23′46″ сх. д. / 33.299° пн. ш. 44.396° сх. д.
Напад на посольство США в Багдаді стався 31 грудня 2019 року, коли кілька сотень протестувальників атакували посольство США в Багдаді. Здійснено угрупуванням «Катаїб Хезболла», а також членами і прихильниками угрупування «Сили народної мобілізації». Напад став відповіддю на авіаудари США в Іраку та Сирії в грудні 2019 року, коли американські ВПС розбомбили п'ять об'єктів Катаїб Хезболла, в результаті яких загинули 25 членів угруповання в Іраку і Сирії
Убитих і поранених під час нападу на посольство не було.

## Передісторія
Увечері 27 грудня була обстріляна військова база К1, розташована неподалік від іракського міста Кіркук, в ході чого загинув один цивільний підрядник, який мав американське громадянство. Уряд США звинуватив у всьому шиїтське проіранське угруповання Катаїб Хезболла, яка раніше боролася разом з іракською урядовою армією проти ІД. Незабаром американська авіація завдала авіаударів по п'яти об'єктах ополчень в Іраку і Сирії, убивши кількох людей. Як повідомляється, похорони загиблих від бомбардувань поступово переросли в мітинг.

## Напад
31 грудня від декількох сотень до тисяч прихильників шиїтської міліції «Аль-Хашд аш-Шаабі» в кварталі диппредставництв Іраку вийшли на акцію протесту проти американських дій. Іракці зажадали від уряду країни закрити американське посольство або хоча б знизити рівень дипломатичних відносин з США за дії, які не були узгоджені з іракською владою. Найактивніші мітингувальники почали закидати територію, на якій розташована дипмісія США, пляшками із запальною сумішшю. Десятки людей пішли на штурм об'єкта. Протестувальники, видершись на стіну, змогли потрапити в будівлю, на території якої, як зазначають очевидці, були чутні постріли і видно спалахи полум'я.
Маніфестанти використовували балончики з фарбою, встигнувши покрити стіни будівель посольського комплексу написами на підтримку партії «Хезболла». Протестуючі викрикували антиамериканські гасла і палили портрети президента США Дональда Трампа. Однак стіни посольства досить надійно укріплені, і основна частина протестувальників з прапорами і транспарантами мітингувала на вулиці. При цьому, незважаючи на те, що в натовпі були люди у військовій формі, зброї при них не було.
На даху були видні американські військові — імовірно, морські піхотинці, які спрямували зброю проти демонстрантів, але стріляли лише в повітря. У зв'язку з побоюваннями за безпеку дипломати були евакуйовані в безпечне місце.
На придушення заколоту була спрямована поліція. Поліцейські застосували проти активістів сльозогінний газ та інші спецзасоби. В результаті нальоту близько 20 осіб отримали поранення.

## Наслідки
Після нападу Пентагон заявив, що направить до Іраку 750 військовослужбовців для посилення охорони дипмісії. До 1 січня 2020 року з Кувейту прибули перші сто морпіхів.
У зв'язку з нападом держсекретар США Майк Помпео відклав візит в Україну, Білорусь, Казахстан, Узбекистан і Кіпр. Скасування поїздки пояснювалось необхідністю залишатися у Вашингтоні, щоб стежити за ситуацією в Іраку і забезпечувати безпеку американських громадян на Близькому Сході.
3 січня американська авіація завдала авіаудару по міжнародному аеропорту Багдада, у відповідь на напад на посольство в Іраку. В результаті бомбардування загинули іранський генерал Касем Сулеймані і командир іракського угруповання шиїтів ополченців «Сили народної мобілізації», керівник Катаїб Хезболла Абу Махді Аль-Мухандзіс. У той же день два найбільших блоку в парламенті Іраку — «Сайрун» і «аль-Фатх» — закликали прийняти закон про виведення іноземних військ з території країни.
Американська атака призвела до ескалації американо-іранського конфлікту. Через це під час світових торгів нафта подорожчала до максимуму з вересня 2019 року (в середньому на 4 %).
4 січня біля будівлі посольства США стався вибух. Інформації про вбитих і поранених немає. Разом з тим, найближчі території штабу сил безпеки Іраку зазнали мінометного обстрілу. Зазначається, що інцидент стався на півночі країни в провінції Найнава. Уточнюється, що невідомі обстріляли урядові будівлі біля штабу, які використовуються військовими США. Крім того, ракетним ударам піддалися квартал аль-Джадрія і також розташована на півночі військова база «Балада», яку використовували американські сили.
31 грудня 2019 року Посла США в Іраку Метью Туллера евакуювали з дипломатичної місії в Багдаді.

### Міжнародна реакція
- США: Президент США Дональд Трамп звинуватив Іран у нападах, заявивши в Twitter, що його влада заплатить «дуже високу ціну» у випадку, якщо що-небудь станеться з американським посольством в Іраку або хто-небудь з громадян США постраждає від атак збройних демонстрантів[30].
- Іран: Міністерство закордонних справ Ірану спростувало заяву про причетність Тегерана до насильницьких протестів біля посольства США в Іраку[31].
- Ірак: Президент Іраку Бархам Саліх засудив напад протестувальників. За словами президента, інцидент з американською дипмісією є насамперед «атакою на суверенітет» самого Іраку. Глава держави нагадав, що напад є грубим порушенням міжнародних угод[16].

## Галерея

Мітингувальники на загороджувальній стіні дипмісії.Мітингувальники на загороджувальній стіні дипмісії.
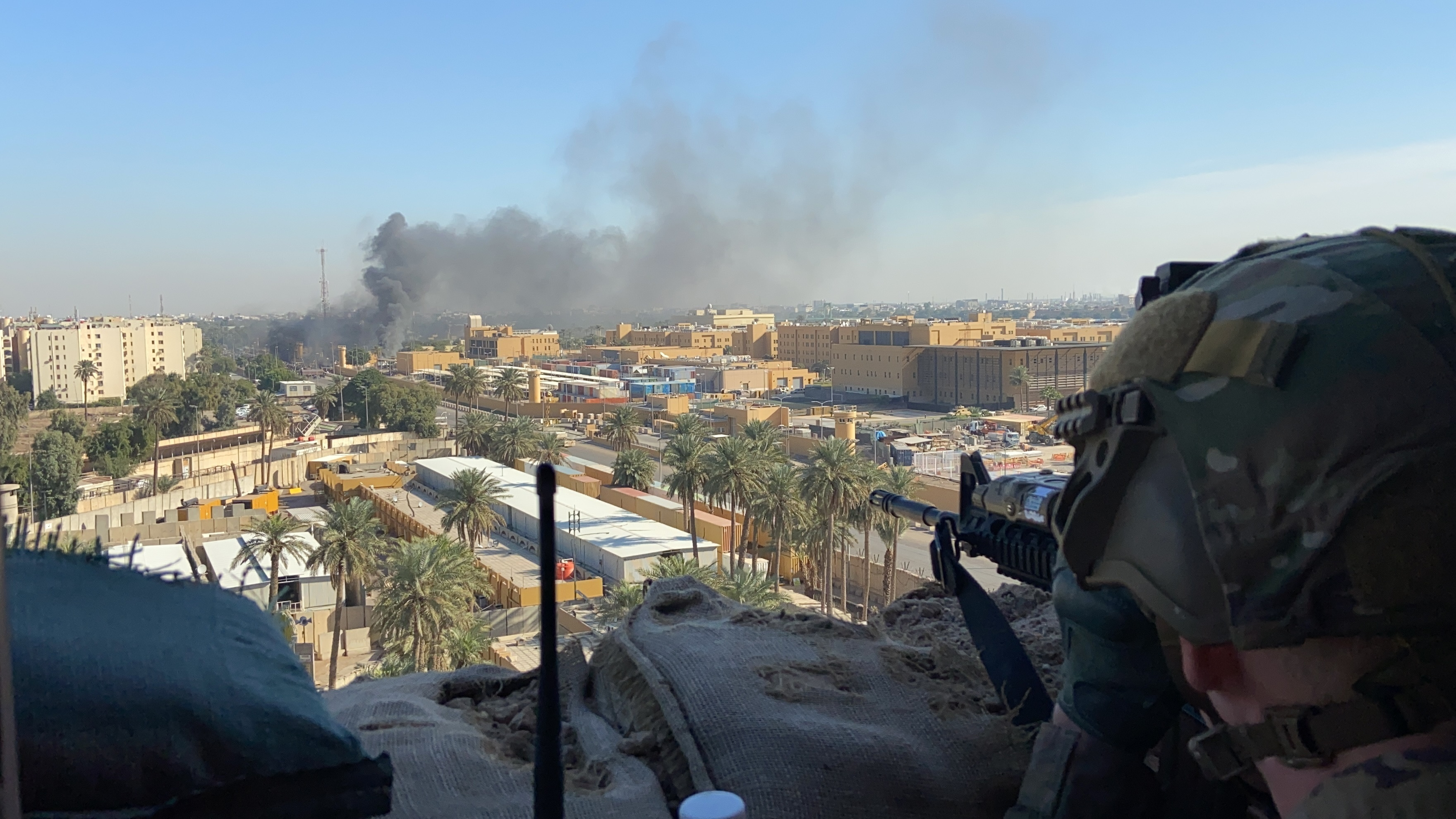
Солдат армії США з 1-ї бригади 25-ї стрілецької дивізії з панорамою на посольство.
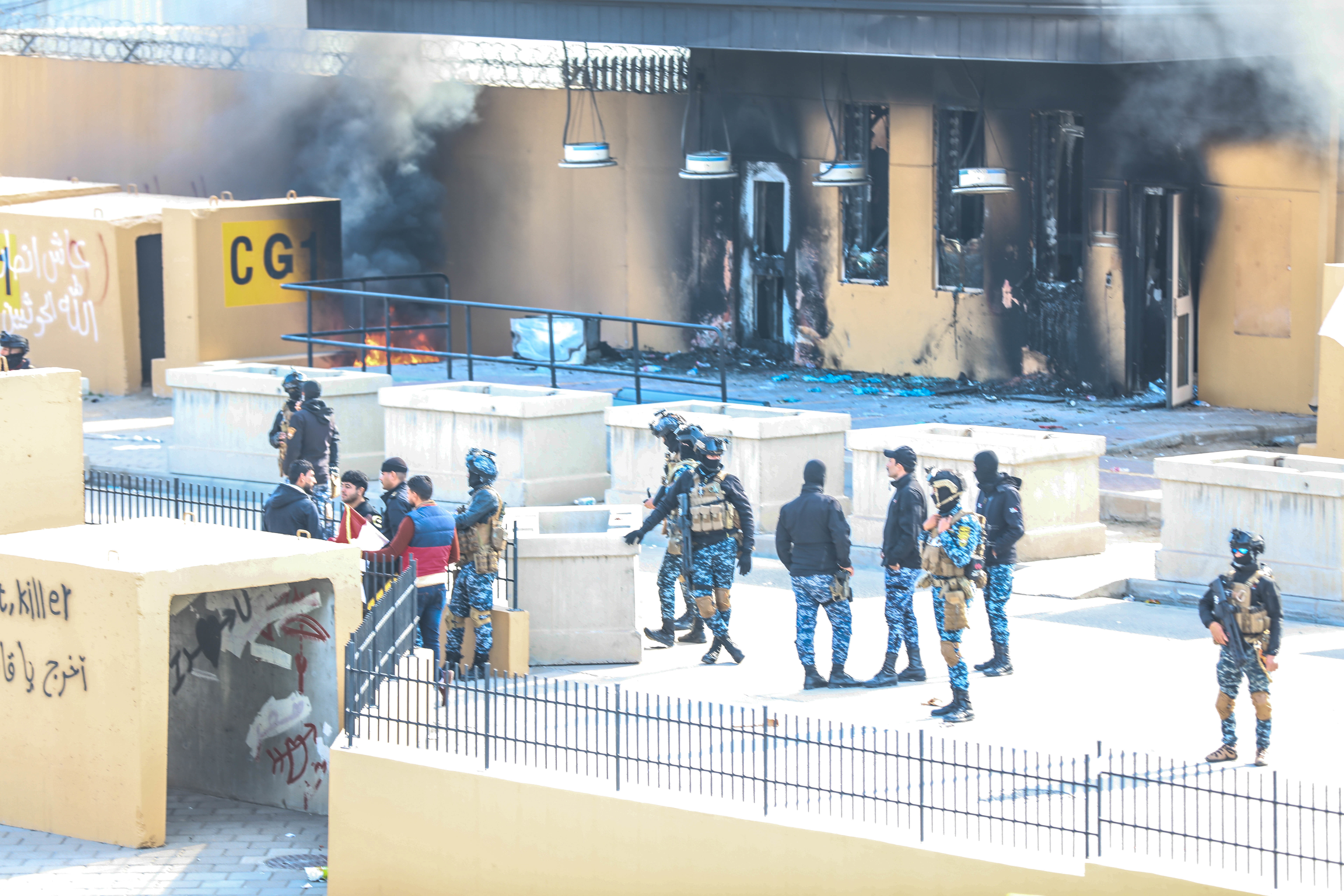
Іракські військові у дворі посольства, 1 січня 2020.